# Ferrari (Landtechnik)

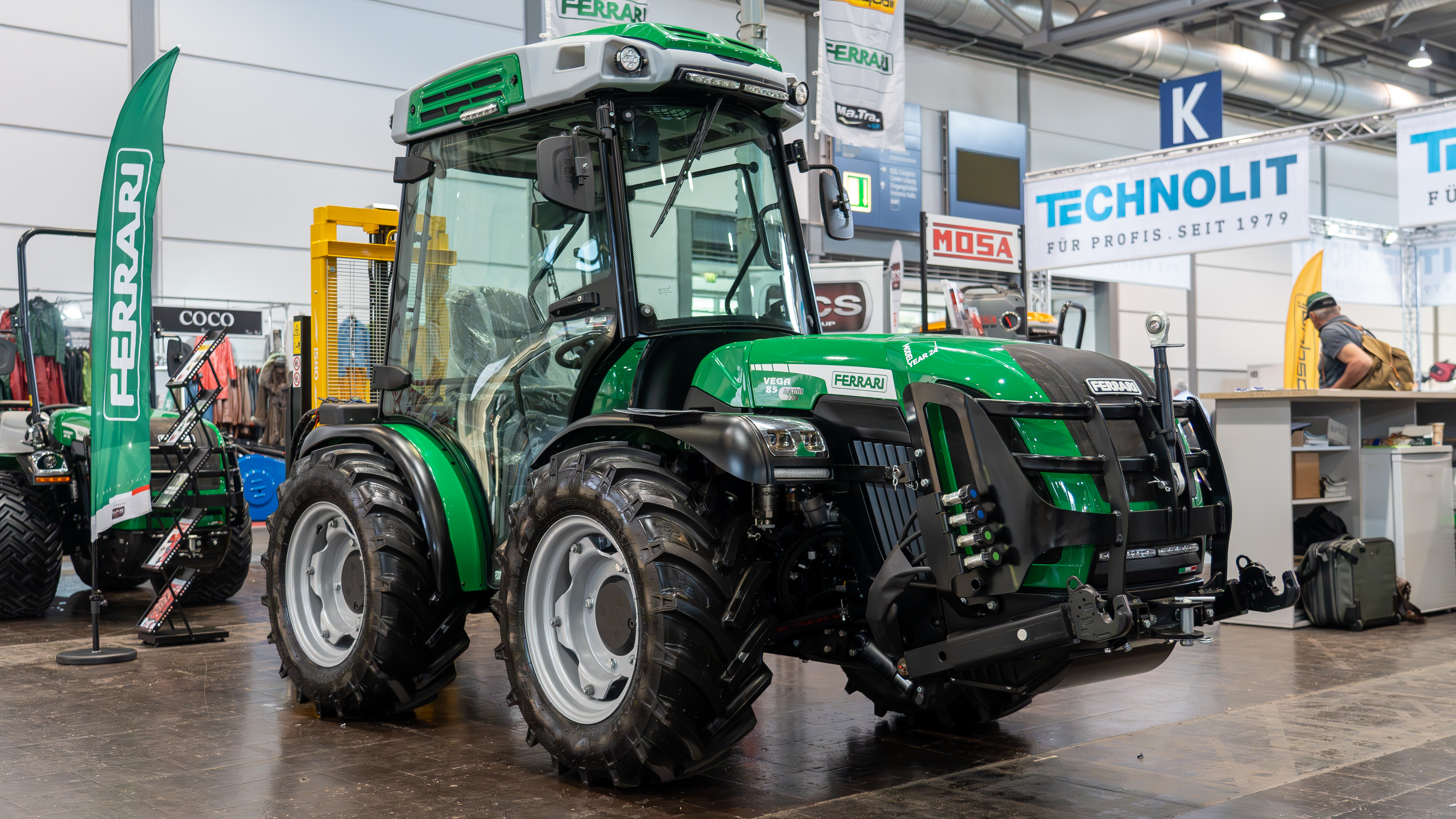
Ferrari-Traktor

Ferrari ist eine Marke für Landmaschinen der italienischen BCS Group. Unter der Marke werden kleine Traktoren, zum Beispiel für den Obst- und Weinbau, Einachsschlepper und Anbaugeräte angeboten. Es besteht keine Verbindung zum gleichnamigen Automobilhersteller.

## Geschichte
Die Marke wurde von dem nach dem Zweiten Weltkrieg gegründeten Unternehmen Officine Meccaniche Ferrari S.p.A. mit Sitz in Luzzara eingeführt. Zu Beginn wurde Werkzeug zur Herstellung von Bewässerungsrohren gefertigt. 1957 stellte das Unternehmen seinen ersten Einachsschlepper vor und 1965 seinen ersten vierrädrigen Traktor, einen Knicklenker. 1988 wurde das Unternehmen von der BCS S.p.A. übernommen, seitdem wird Ferrari nur noch als Marke verwendet.